# آوگورو
شهر آوگورو (به روسی: Αυγόρου) در ناحیه فاماگوستا در کشور قبرس واقع شده‌است. جمعیت این شهر ۴٫۱۷۷ نفر است.